# Kiyosato
Kiyosato (清里町?) è una cittadina giapponese della prefettura di Hokkaidō.